# Enzo Leijnse
Enzo Leijnse (Amsterdam, 16 luglio 2001) è un ciclista su strada e pistard olandese che corre per il Team Picnic PostNL. È professionista dal 2024.

## Palmarès

### Strada
- 2018 (Juniores)

Classifica generale Acht van Bladel Juniors
3ª tappa Grand Prix Rüebliland (Möhlin, cronometro)
Classifica generale Grand Prix Rüebliland
- 2023 (Development Team DSM, due vittorie)

4ª tappa Olympia's Tour (Neede > Tiel)
Campionati olandesi, Prova a cronometro Under-23

#### Altri successi
- 2020 (Development Team Sunweb)

2ª tappa, 2ª semitappa Ronde de l'Isard d'Ariège (Bagnères-de-Luchon > Bagnères-de-Luchon, cronosquadre)
- 2021 (Development Team DSM)

2ª tappa Tour de l'Avenir (Laon > Laon, cronosquadre, con la Nazionale olandese)
- 2022 (Development Team DSM)

Prologo Tour de l'Avenir (La Roche-sur-Yon > La Roche-sur-Yon, cronosquadre, con la Nazionale olandese)

### Pista
- 2017 (Juniores)

Campionati olandesi, Scratch Junior
- 2018 (Juniores)

Campionati olandesi, Inseguimento individuale Junior
Campionati olandesi, Americana Junior (con Casper van Uden)
- 2019

Campionati olandesi, Inseguimento a squadre (con Casper van Uden, Maikel Zijlaard, Vincent Hoppezak e Philip Heijnen)

## Piazzamenti

### Grandi Giri
- Vuelta a España

2024: 129º

### Classiche monumento
- Giro delle Fiandre

2025: ritirato
- Parigi-Roubaix

2025: ritirato
- Liegi-Bastogne-Liegi

2024: ritirato
2025: ritirato

### Competizioni mondiali
- Campionati del mondo

Innsbruck 2018 - Cronometro Junior: 18º
Innsbruck 2018 - In linea Junior: 44º
Yorkshire 2019 - Cronometro Junior: 2º
Yorkshire 2019 - In linea Junior: 4º

### Competizioni continentali
- Campionati europei

Alkmaar 2019 - Cronometro Junior: 3º
Alkmaar 2019 - In linea Junior: 4º
Plouay 2020 - Cronometro Under-23: 7º
Plouay 2020 - In linea Under-23: 78º
Trento 2021 - In linea Under-23: ritirato
Anadia 2022 - Cronometro Under-23: 17º
Anadia 2022 - In linea Under-23: 89º